# Буттгерайт, Йорг
Йорг Буттгерайт (нем. Jörg Buttgereit; род. 20 декабря 1963) — немецкий кинорежиссёр, сценарист и продюсер. Известен прежде всего своими циничными фильмами ужасов с элементами некрофилии.

## Фильмография
- 1984 — Рай ужасов / Horror Heaven
- 1987 — Некромантик / Nekromantik
- 1989 — Секс, насилие и хорошее настроение (1 часть) / Sex, Gewalt und Gute Laune
- 1990 — Король смерти / Todesking, Der
- 1991 — Некромантик 2 / Necromantic 2
- 1992 — Секс, насилие и хорошее настроение (2 часть) / Sex, Gewalt und Gute Laune
- 1993 — Шрамм / Schramm
- 2010 — Капитан Берлин против Гитлера / Captain Berlin versus Hitler
- 2015 — Немецкий страх / German Angst (1-я новелла — "Последняя девушка" ("Final Girl"))